# Ministerio del Aire del Reich
El Ministerio del Aire del Reich (en alemán: Reichsluftfahrtministerium, abreviado RLM) fue un departamento de gobierno durante el período de la Alemania Nazi. También fue el nombre original[cita requerida] del edificio que acogía la sede del Ministerio, situado en la Wilhelmstraße en pleno centro de Berlín, que actualmente aloja el Ministerio Federal de Finanzas de Alemania.

## Historia
El Ministerio fue creado en abril de 1933 a partir del anterior Comisariado del Reich para la Aviación (Reichskommissariat für die Luftfahrt), que había sido creado dos meses antes por Hermann Göring. Inicialmente, el ministerio no pasó de ser una oficina compuesta por el personal cercano a Göring, ya que en aquella época Alemania no disponía de fuerza aérea. Una de sus primeras acciones fue la requisación de todas las patentes y propiedades de Hugo Junkers, el ingeniero aeronáutico alemán.[cita requerida]
El ministro de defensa, el general Werner von Blomberg, resolvió que la importancia de la aviación era tal que no debería seguir estando subordinada al Reichswehr. [cita requerida]En mayo de 1933 von Blomgerg transfirió el control del Departamento de Aviación militar (el conocido como Luftschutzamt) desde el Reichswehrministerium al nuevo ministerio de Göring. Esta acción ha sido considerada como el nacimiento de la Luftwaffe.[cita requerida] El Ministerio pasó a tener un tamaño mucho más grande, ahora compuesto por dos departamentos principales: el militar (Luftschutzamt) y el civil (Allgemeines Luftamt). Erhard Milch, el antiguo jefe de la Deutsche Luft Hansa, fue puesto a cargo del Luftschutzamt como Secretario de estado de Aviación.[cita requerida]
En septiembre de 1933 se llevó a cabo una reorganización para reducir las funciones duplicadas que existían entre los departamentos. Al final, se establecieron seis nuevos departamentos: además del Luftkommandoamt (LA) y del Allgemeines Luftamt (LB), se añadieron el Technisches Amt (LC, aunque más mencionado como C-amt) que estuvo a cargo de la investigación y desarrollo de proyectos, el Luftwaffenverwaltungsamt (LD) encargado de la construcción de aeronaves, el Luftwaffenpersonalamt (LP) encargado del entrenamiento y el personal, y el Zentralabteilung (ZA) o Comando central.[cita requerida] En 1934 se añadió un departamento adicional, el Luftzeugmeister (LZM) a cargo de la logística. El comienzo de la Segunda Guerra Mundial en 1939 supuso un aumento sin precedentes de la actividad y la carga administrativa del ministerio.[cita requerida]
Paradójicamente, el complejo del Ministerio fue uno de los edificios públicos del centro de Berlín que sobrevivió a los bombardeos aliados de 1944-1945. Se dice que un pacto de caballeros entre los pilotos de la RAF y de la Luftwaffe mantuvo relativamente indemnes sus respectivos cuarteles generales.[cita requerida]

## Ministros
|   | Nombre           | Periodo                                   | Partido | Partido |
| - | ---------------- | ----------------------------------------- | ------- | ------- |
| 1 | Hermann Göring   | 27 de abril de 1933 - 24 de abril de 1945 |         | NSDAP   |
| 2 | Robert von Greim | 24 de abril - 8 de mayo de 1945           |         | NSDAP   |